# Marie Rickmeyer
Marie Rickmeyer (* 1. April 1848 in Blumenthal an der Weser; † 29. November 1919 in Niederbreisig) war eine deutsche Schriftstellerin.
Rickmeyer arbeitete lange Zeit als Lehrerin. Nach Ausscheiden aus dem Beruf verfasste sie unter dem Pseudonym C. Winter Erzählungen, Novellen, Skizzen und Humoresken, die in belletristischen Zeitschriften und Büchern erschienen, überwiegend in evangelischen Verlagen wie dem C. Bertelsmann Verlag oder dem Verlag J. F. Steinkopf. Die Schriften, die sich meist an Kinder und Jugendliche richten, lassen eine christliche Lebensanschauung erkennen. 

## Schriften (Auswahl)
- Auf daß dir's wohlgehe! Eine Erzählung aus dem Leben für das Leben. Steinkopf, Stuttgart 1885.
- Auf festem Grunde. Erzählungen aus vergangenen Tagen. J. F. Steinkopf, Stuttgart 1887.
- Philipp Elsen. Lebensbild. Norden, Soltau 1890.
- Glückskinder. Evangelische Buchhandlung F. Trümpler, Hamburg 1894.
- Wilhelms goldene Schuhe. Erzählungen für jung und alt. F. Bahn, Schwerin 1895.
- Friedel. Christlicher Zeitschriftenverlag, Berlin 1896.
- Im Abendlicht. Bahn, Schwerin 1896.
- Auf alten Pfaden, 1899.
- Der Anerbe vom Ellernhof. Erzählung. 1903.
- Ein Überzähliges und andere Geschichten, 1907.
- Tibeta. Bundes-Verlag, Witten 1928.